# فرتو (دریاچه)
فِرتو یا نوی‌زیدلر (به آلمانی: Neusiedler See) (به مجاری: Fertő tó) بزرگ‌ترین دریاچه حوضه بسته در اروپای مرکزی و میراث جهانی یونسکو به مساحت ۳۱۵ کیلومتر مربع است که بیشتر آن در اتریش (حدود ۲۴۰ کیلومتر مربع) و قسمت کوچک‌تر آن در مجارستان قرار گرفته است.

## نگارخانه

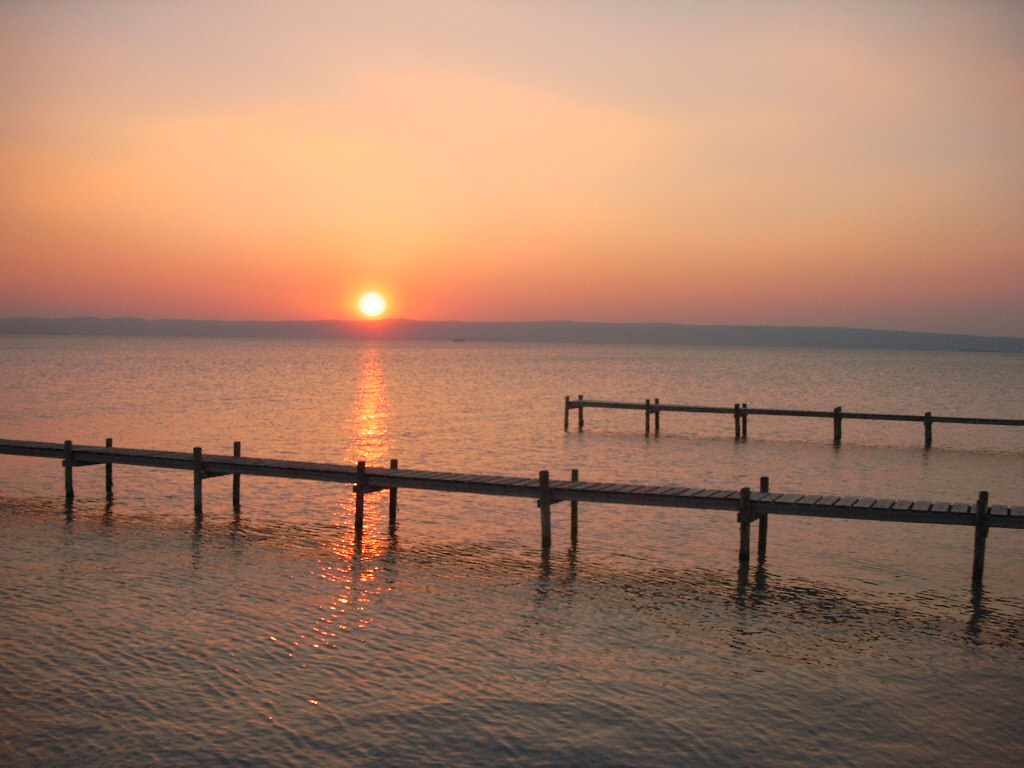
پودرزدورف آم سی در اتریش
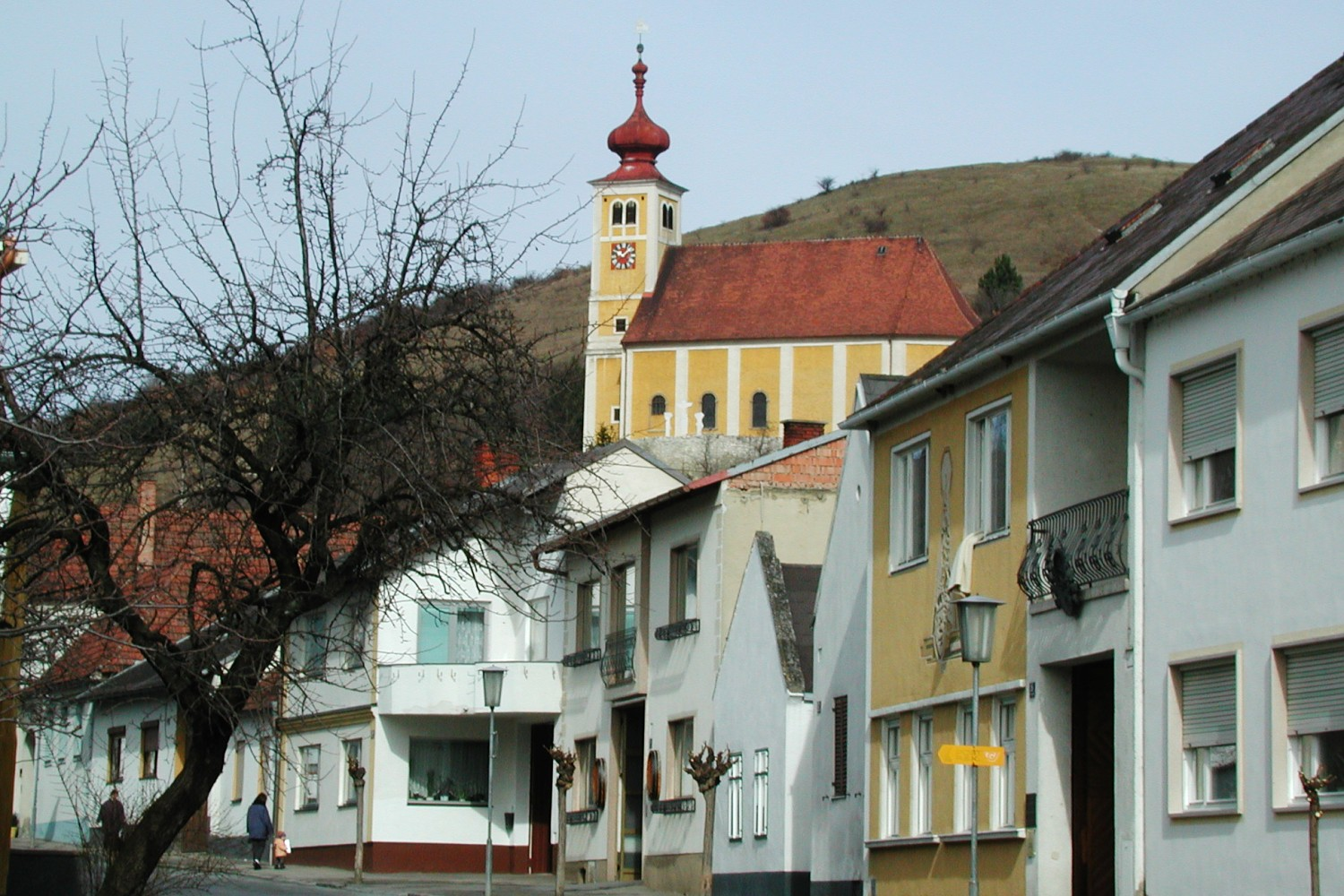
دونرسکیرخن در اتریش
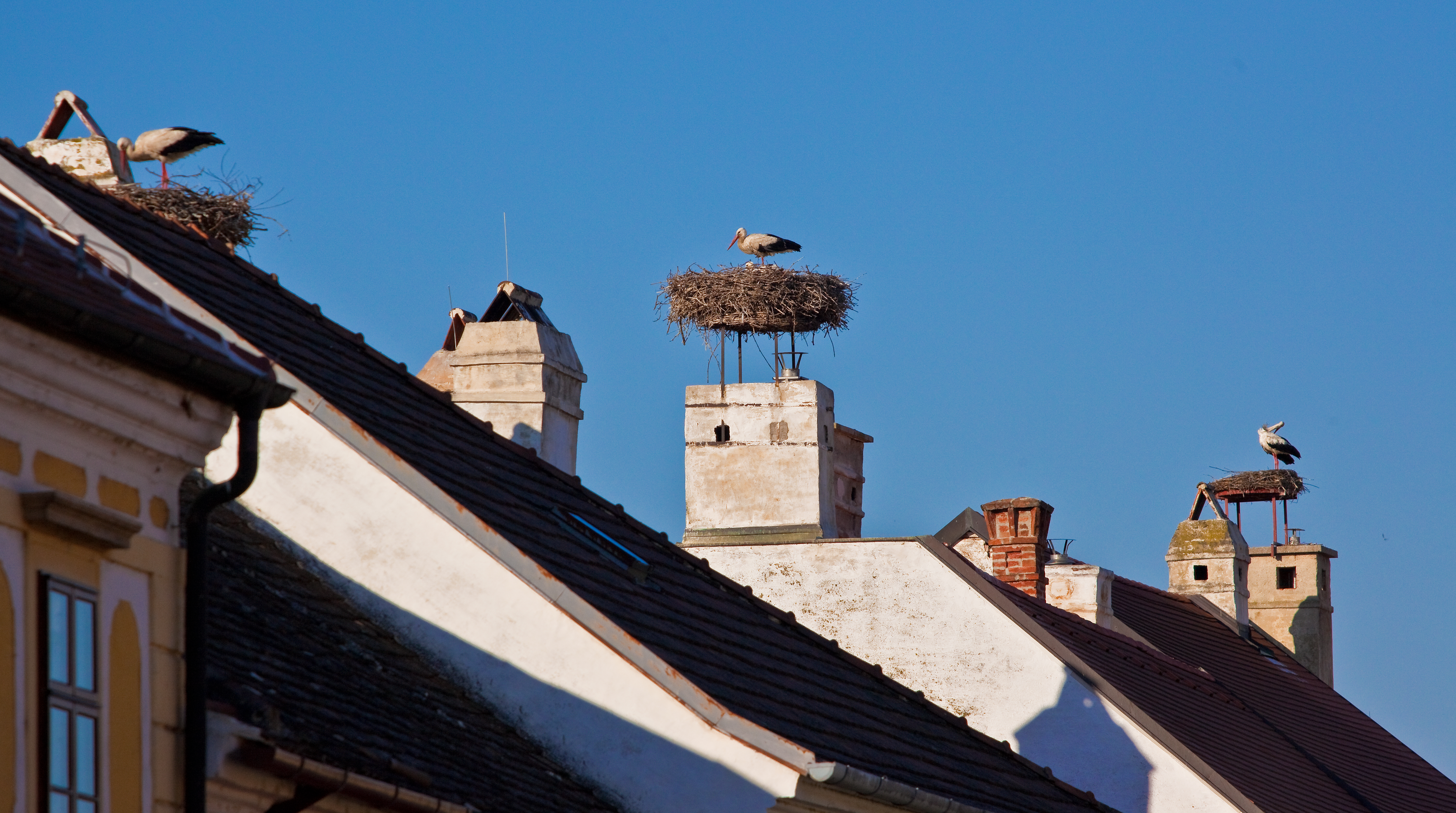
لک‌لکها
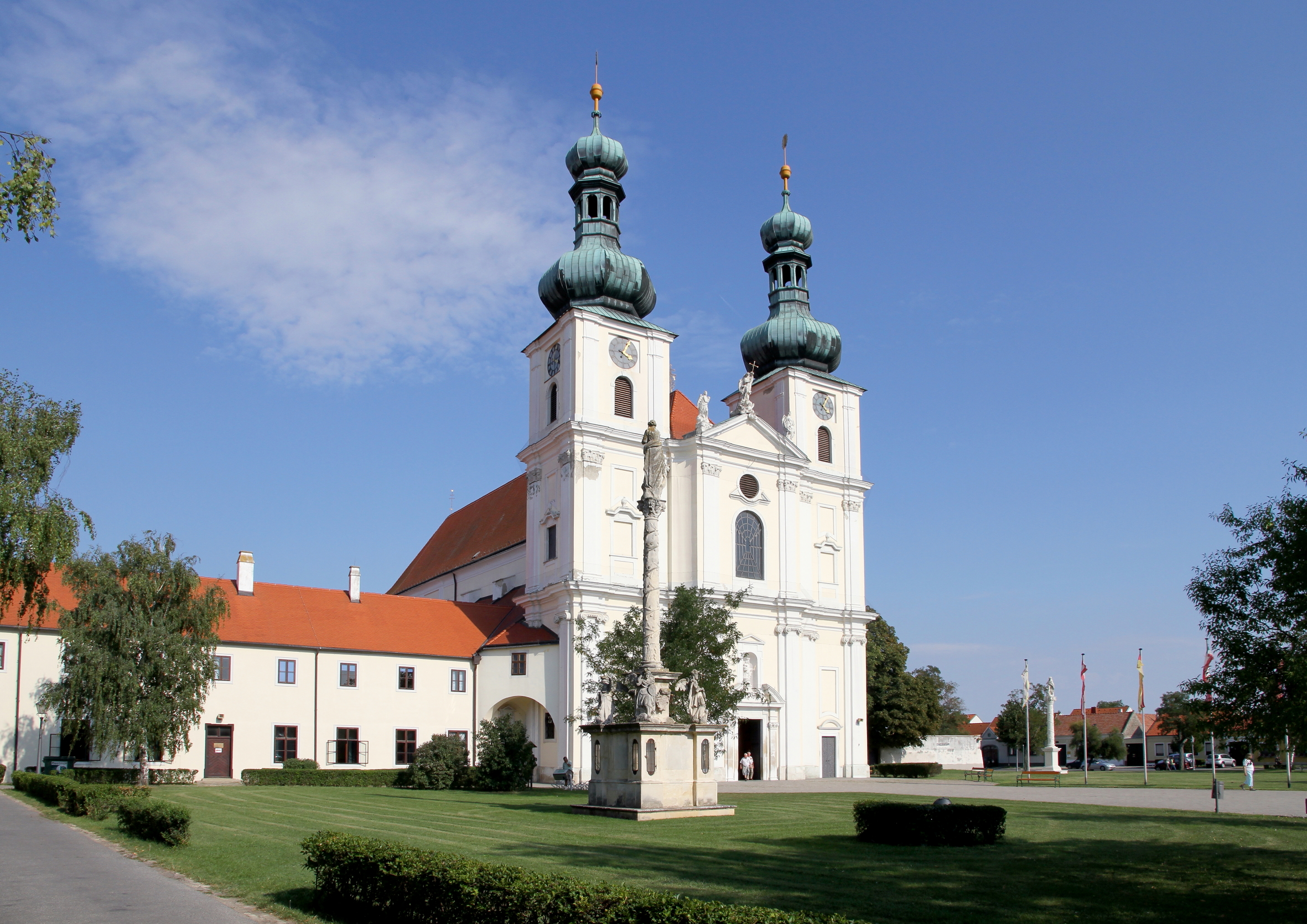
فراونکیرخن در اتریش
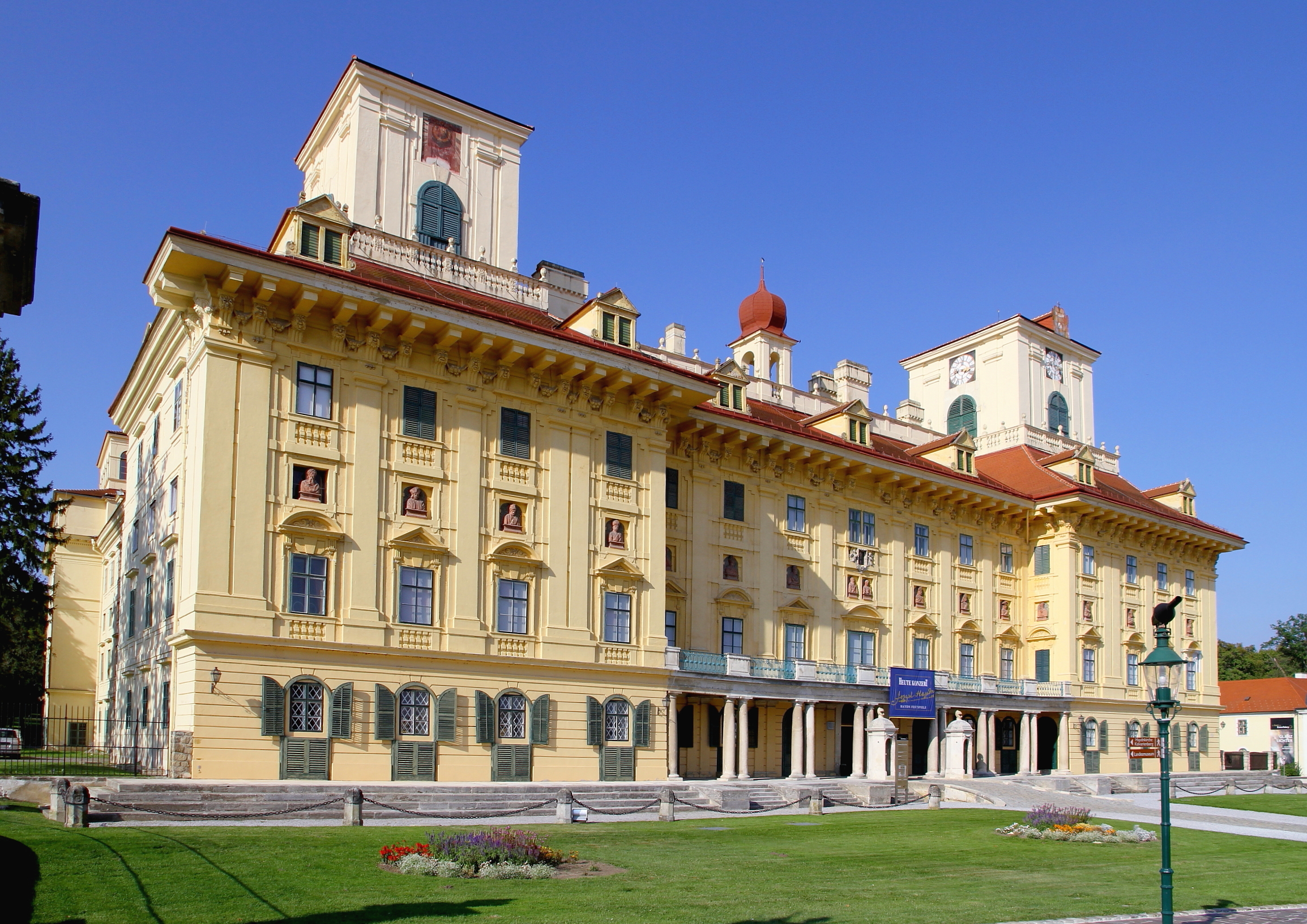
کاخ استرهازی در اتریش
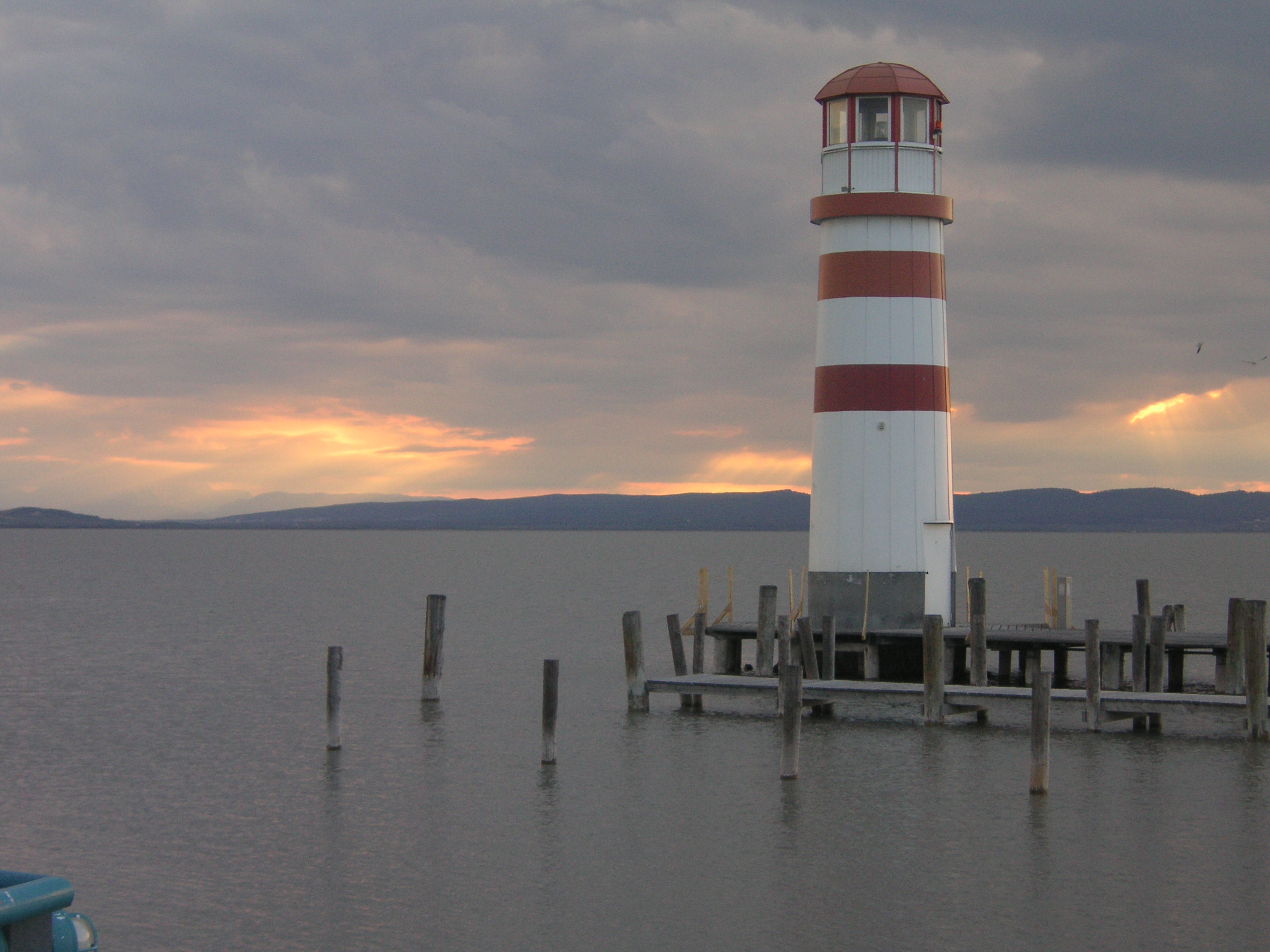
پودرزدورف آم سی
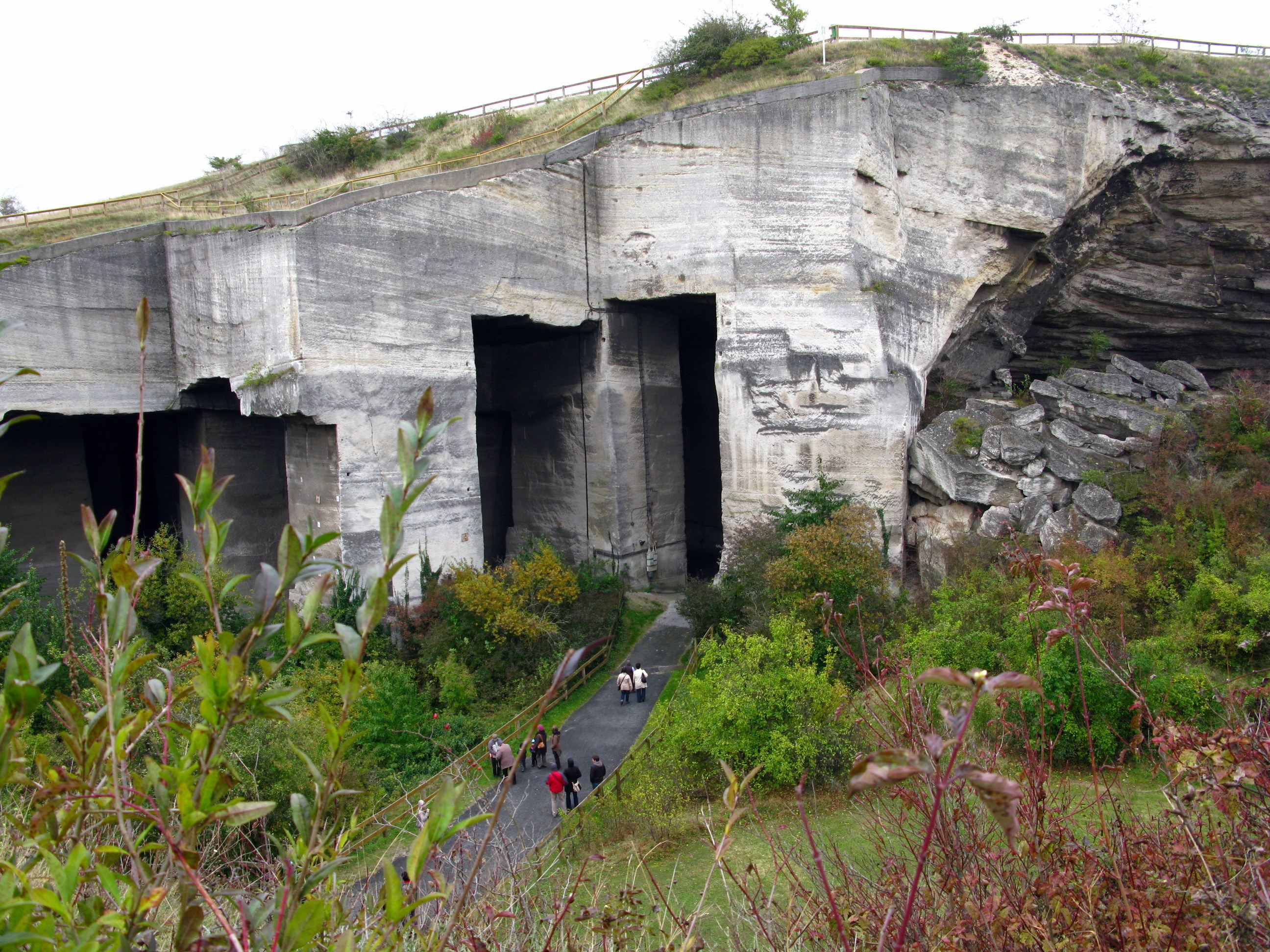
غاری در فرتوراکوش در مجارستان
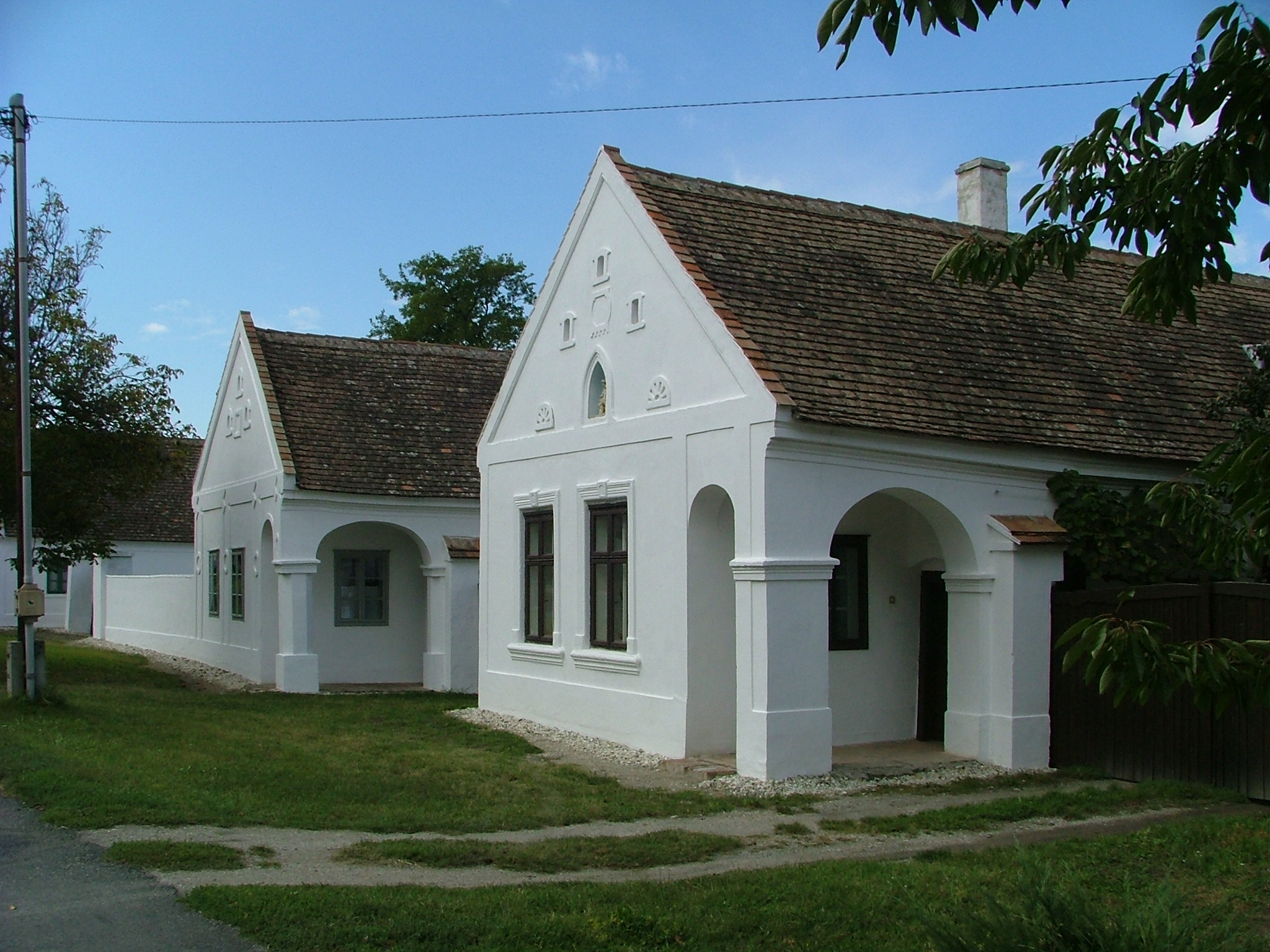
روستای فرتوسِپ‌لاک در مجارستان
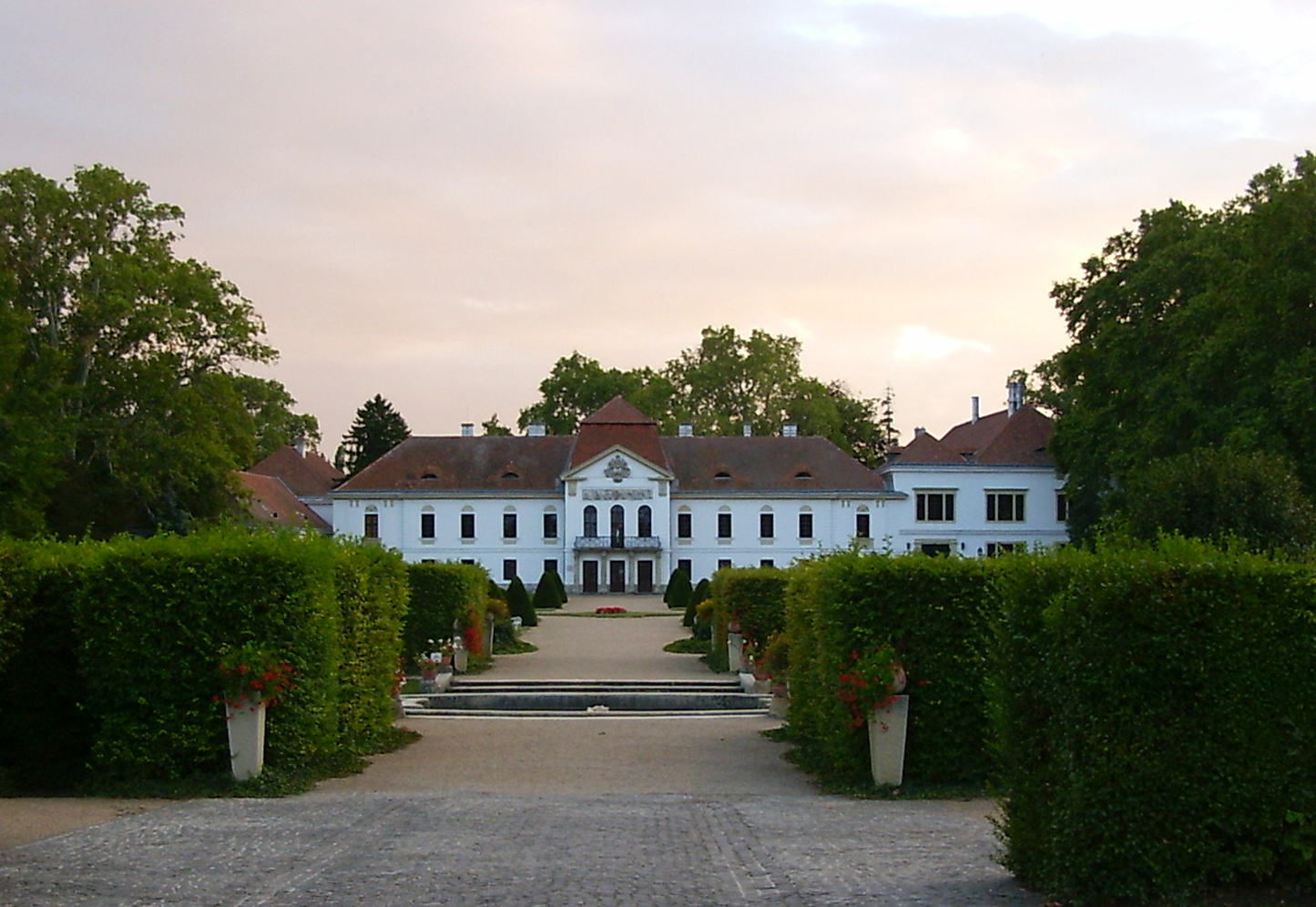
کاخ سچنیی در نادی‌تسِنک در مجارستان
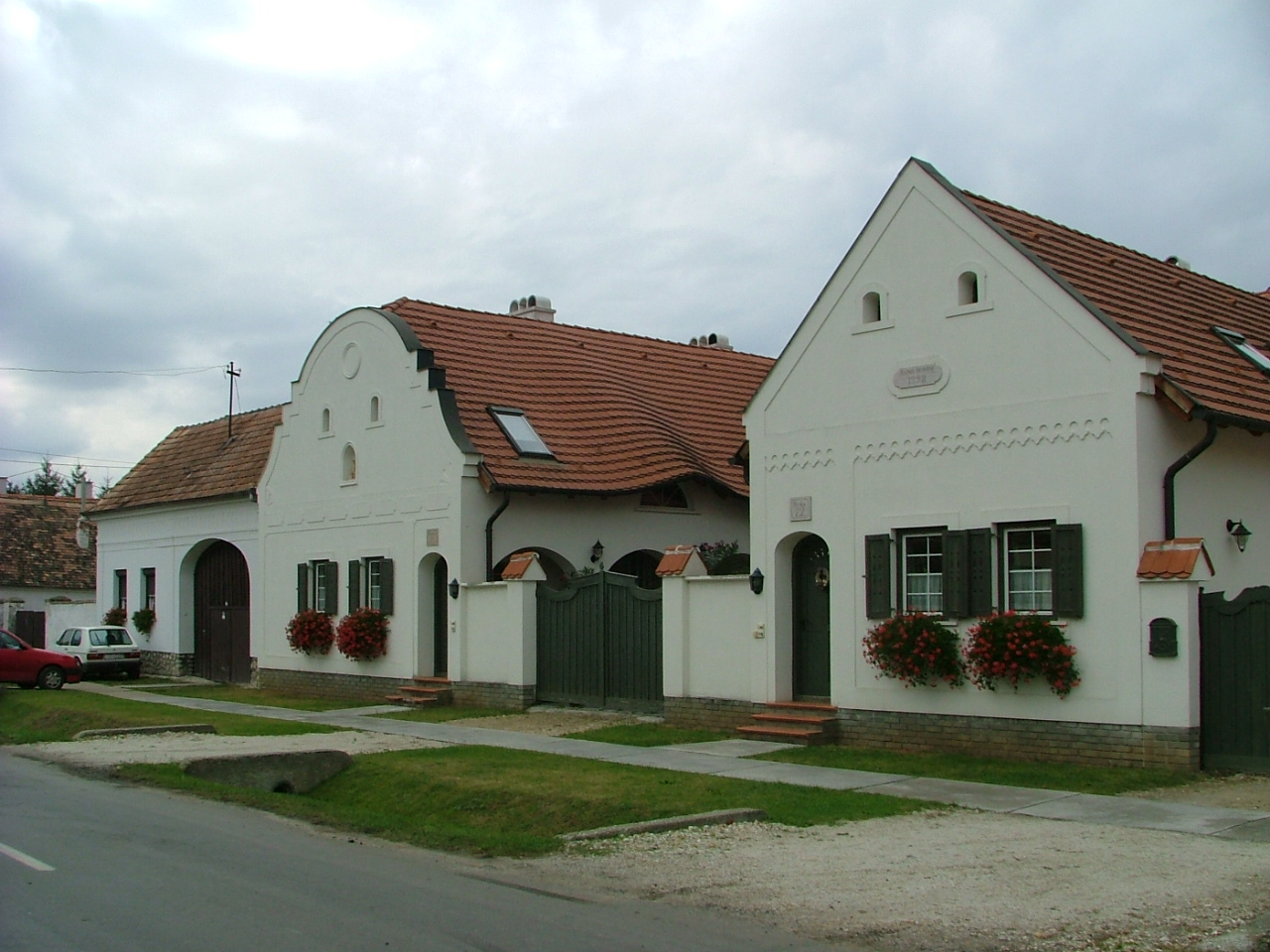
شارود در مجارستان
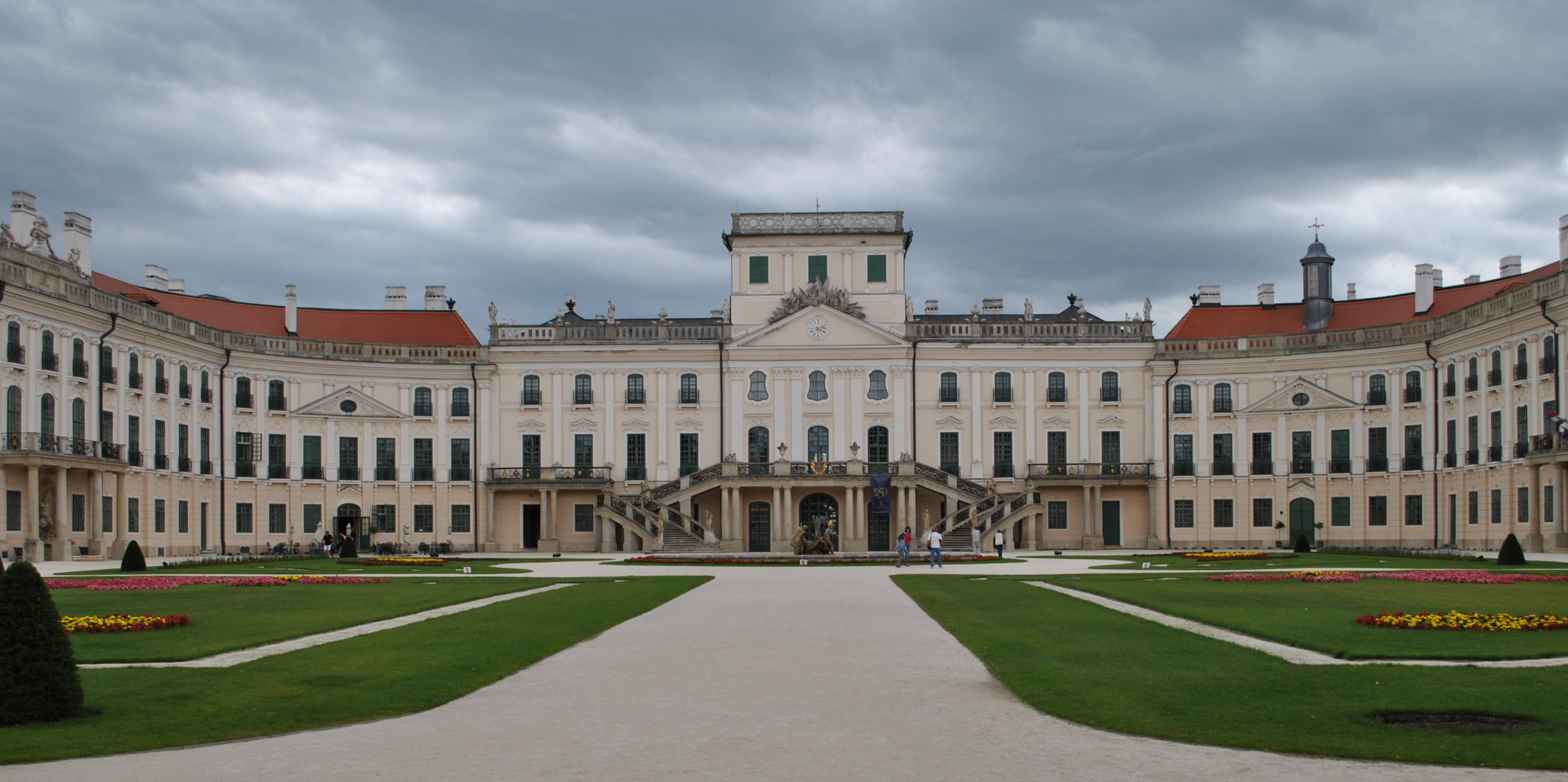
کاخ استرهازی در مجارستان
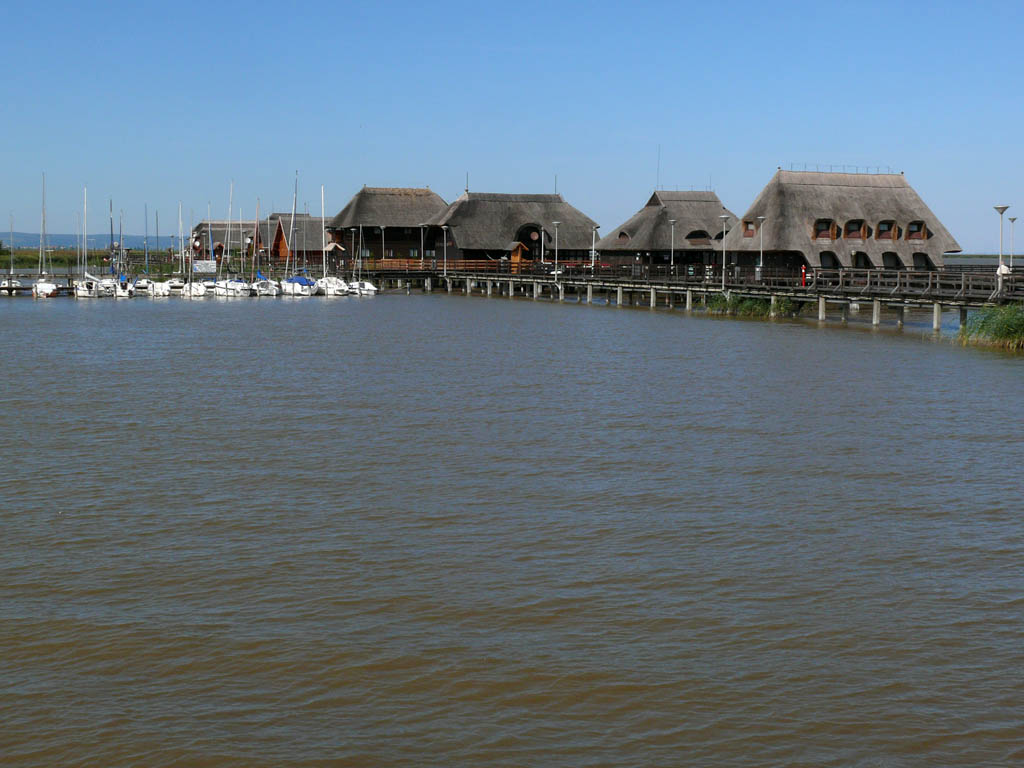
دریاچه فرتو